# EC Democrata
Esporte Clube Democrata - znana jako Democrata de Governador Valadares lub Democrata-GV jest brazylijskim klubem piłkarskim z siedzibą w Governador Valadares w stanie Minas Gerais. 

## Historia
Esporte Clube Democrata został założony 13 lutego 1932 przez kibiów Flamengo of Figueira do Rio Doce jako São Domingos de Figueira do Rio Doce. Wkrótce klub przyjął obecną nazwę Esporte Clube Democrata. W 1969 klub po raz pierwszy awansował do ligi stanowej Minas Gerais. W 1971 klub spadł z ligi. Do pierwszej ligi stanowej Democrata powrócił na jeden sezon w 1976.
Najlepszym okresem klubu był lat 80. W 1981 Democrata osiągnął sukces w postaci zwycięstwa w rozgrywkach Taça Minas Gerais. W 1991 klub miał miejsce największy sukces w historii klubu, w postaci wicemistrzostwa stanu. Dzięki temu mógł wystartować w Copa do Brasil (odpadł w pierwszej rundzie z Paraną Kurytyba). W 1994 klub uczestniczył w rozgrywkach Campeonato Brasileiro Série B. Democrata odpadł w pierwszym etapie rozgrywek, zajmując 18. miejsce w lidze. W następnym roku klub zajął ostatnie, 24. miejsce i spadł z ligi.
W 2001 klub spadł z I ligi Minas Gerais. Do pierwszej ligi stanowej powrócił w 2006. W następnym roku klub zajął 3. miejsce w lidze stanowej, ulegając w półfinale rozgrywek minimalnie Atlético Mineiro. Dzięki temu mógł wystąpić w rozgrywkach Campeonato Brasileiro Série C. Democrata odpadł w drugim etapie rozgrywek. W 2010 klub zajął w rozgrywkach stanowych wysokie 4. miejsce, dzięki czemu mógł uczestniczyć w rozgrywkach Campeonato Brasileiro Série D. Democrata jednak wycofał się z rozgrywek, gdzie została zastąpiony przez Uberaba SC.

## Sukcesy
- wicemistrzostwo stanu Minas Gerais – Campeonato Mineiro: 1991.
- Taça Minas Gerais: 1981.
- 2 sezony w Campeonato Brasileiro Série B: 1994-1995.

## Reprezentanci Brazylii w klubie
| - Hércules Brito Ruas - João Carlos dos Santos - Hamilton de Souza | - Dirceu Lopes - Ângelo Paulino de Souza repr. ol. |